# Ratpenat dels graners de musell llarg
El ratpenat dels graners de musell llarg (Eptesicus pachyomus) és una espècie de ratpenat de la família dels vespertiliònids. Viu a l'Índia, l'Iran, Laos, Myanmar, el Pakistan, Tailàndia, Taiwan, el Vietnam i la Xina. Els seus hàbitats naturals van des dels semideserts fins als boscos tropicals, passant per les estepes. És una espècie en risc mínim, és a dir, no sembla que hi hagi cap amenaça significativa per a la seva supervivència. Anteriorment era considerat una subespècie de E. serotinus. El nom específic pachyomus significa ‘musell gruixut’.